# Marcello Semeraro
 (octobre 2020).
Marcello Semeraro, né le 22 décembre 1947 à Monteroni di Lecce dans les Pouilles, est un évêque et cardinal catholique italien, Préfet de la Congrégation pour les causes des saints depuis 2021.
Le pape François le crée cardinal lors du consistoire du 28 novembre 2020.

## Biographie

### Jeunesse et formation
Il suit les études de philosophie et de théologie au séminaire diocésain puis au séminaire inter-diocésain de Molfetta.

### Prêtre
Il est ordonné le 8 septembre 1971 pour l'archidiocèse de Lecce. Après avoir exercé différentes fonctions dans les séminaires de Lecce et de Molfetta et avoir exercé les charges de vicaire épiscopal pour les laïcs, et de vicaire du synode diocésain, il reprend ses études en 1980 et obtient un doctorat en théologie à l'université pontificale du Latran à Rome. Il occupe ensuite différents postes de professeurs dans les instituts et faculté de théologie.

### Évêque
Le 25 juillet 1998, le pape Jean-Paul II le nomme évêque du diocèse d'Oria, dans les Pouilles. Il reçoit l'ordination épiscopale le 29 septembre suivant des mains de Cosmo Ruppi, alors archevêque de Lecce. 
En 2001, il est nommé secrétaire de la Xe assemblée générale ordinaire du synode des évêques.
Le 1er octobre 2004 il est transféré au siège suburbicaire d'Albano pour succéder à Agostino Vallini appelé à la curie romaine. 
Il exerce différentes fonctions au sein de la C.E.I jusqu'à devenir en juin 2010, président de commission épiscopale pour la doctrine de la foi l’annonce et la catéchèse. Il est également consulteur, au sein de la curie romaine, de la congrégation pour le clergé.
Le 13 avril 2013, le pape François, récemment élu, le nomme secrétaire du groupe de huit cardinaux chargés de le conseiller dans le gouvernement de l’Église et la réforme de la Curie.
Il est créé cardinal en 2020 par le pape François et participe au conclave de 2025 qui voit l'élection de Léon XIV.

## Distinction
- Commandeur de l'ordre national du service fidèle (en) (Décret du 30 avril 2015 du président Klaus Iohannis[2])